# NGC 4604
NGC 4604 (również PGC 42489) – galaktyka nieregularna (Im), znajdująca się w gwiazdozbiorze Panny. Odkrył ją Christian Peters w 1883 roku.